# Falkenheim

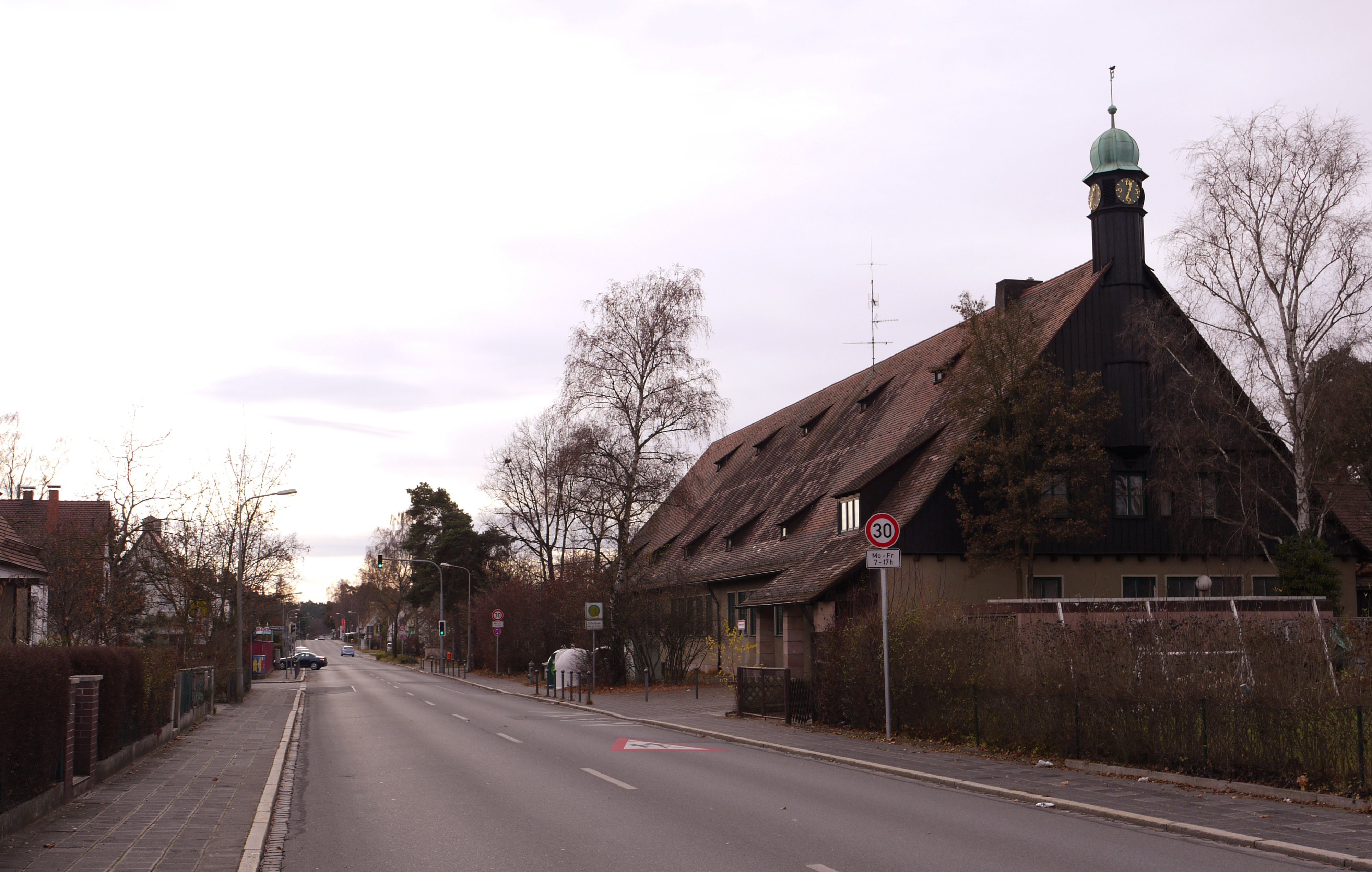
Saarbrückener Straße in Falkenheim

Falkenheim ist ein Stadtteil im Süden Nürnbergs und der Name des statistischen Distrikts 442.

## Lage
Der Stadtteil Falkenheim liegt südlich des Südfriedhofs und nördlich der Südwesttangente zwischen Gartenstadt im Westen und Kettelersiedlung im Nordosten. Der Teil östlich der Saarbrückener Straße umfasst den statistischen Distrikt 442 Falkenheim und der westlich dieser Straße den statistischen Distrikt 451 Gartenstadt (Süd).

## Geschichte
Den Grundstein des Doppelhauses Pfälzer-Wald-Straße 54/56 legte Bürgermeister Julius Loßmann am 1. Juli 1950. Dies war der Start des Siedlungsprojekts der Baugenossenschaft Falkenheim, in dessen Rahmen in den folgenden Jahren insgesamt 217 Siedlerhäuser entstehen sollten. Die Bauphase reichte weit in die 1960er Jahre. Jede Doppelhaushälfte hatte 90 m², gebaut auf einer Grundfläche von ca. 600 m²

## Auszeichnung
Falkenheim wurde 1962 beim Wettbewerb Schönste Siedlung Bayerns Landessieger in der Kategorie Kleinsiedlungen.